# Оксид гольмия(III)
Оксид гольмия(III) — бинарное неорганическое соединение
гольмия и кислорода с формулой Ho2O3,
светло-жёлтые кристаллы,
не растворяется в воде.

## Получение
- Разложение оксалата или нитрата гольмия(III):

{\displaystyle {\mathsf {Ho_{2}(C_{2}O_{4})_{3}\ {\xrightarrow {600^{o}C}}\ Ho_{2}O_{3}+3CO_{2}+3CO}}}
{\displaystyle {\mathsf {4Ho(NO_{3})_{3}\ {\xrightarrow {600^{o}C}}\ 2Ho_{2}O_{3}+12NO_{2}+3O_{2}}}}

## Физические свойства
Оксид гольмия(III) образует светло-жёлтые кристаллы двух модификаций:
- кубическая сингония, пространственная группа I a3, параметры ячейки a = 1,0607 нм, Z = 16.
- моноклинная сингония, пространственная группа C 2/m, параметры ячейки a = 1,390 нм, b = 0,3492 нм, c = 0,8592 нм, β = 99,98°, Z = 4.

Не растворяется в воде.